# Simested
|  | Simested er også en bebyggelse i Vokslev Sogn, se Simested (Aalborg Kommune) |
Simested er en by i Himmerland med 232 indbyggere  (2024), beliggende 5 km vest for Nørager, 18 km nordvest for Hobro, 4 km øst for Aalestrup og 16 km syd for Aars. Byen hører til Vesthimmerlands Kommune og ligger i Region Nordjylland. I 1970-2006 hørte byen til Aalestrup Kommune.
Simested hører til Simested Sogn. Simested Kirke ligger i byen. Simested Å passerer syd for byen.

## Faciliteter
- Østhallen blev opført i 1987 og udvidet/renoveret i 2012, begge gange med stor hjælp af frivillig arbejdskraft. Hallen bruges af Idrætsforeningen Kvik (I.F. Kvik), der er stiftet i 1969 og tilbyder fodbold, badminton, håndbold, gymnastik og indendørs cykling. Desuden holdes der møder, fester osv. i hallen.[2]
- Hotel Simested Kro gik konkurs 1. maj 2020.[3] Den har restaurant til 26 gæster, stor festsal til 160 personer og lille festsal til 50 personer samt 4 dobbeltværelser og 1 enkeltværelse. Den gamle kro blev genopført efter en brand i 1978 og ombygget i 1998. Den var allerede sat til salg i 2014.[4]
- Simested Skole blev nedlagt i 2011.[5] Den bruges nu til undervisning af uledsagede mindreårige flygtninge (UMI) fra Børnecenter Østrup. 6 lærere er ansat til at undervise i dansk, engelsk og forskellige kreative fag. Ud over undervisningen tilbydes fritidsaktiviteter som fodbold, fitness, boksning, svømning, MTB-cykelture og musik.[6]

## Historie

### Stationsbyen
Simested fik station på Himmerlandsbanernes strækning Hobro-Aalestrup (1893-1966). Stationen havde omløbsspor og læssespor. Den var en af banens mindst benyttede. I juni 1960 blev den nedrykket til trinbræt, og omløbs/læssesporet blev taget op.
I 1901 blev byen beskrevet således: "Simested, ved Hobro vejen, med Kirke, Skole, Kro (noget Ø. for Byen), Jærnbanehpl., Telegraf- og Telefonstation". Det lave målebordsblad fra 1900-tallet viser at der senere også kom mejeri, jordemoderhus og missionshus.
Stationsbygningen er bevaret på Banepladsen 6. Sydøst for stationen findes en tilgroet banedæmning langs Mejerivej. Rester af banens tracé kan også ses, hvor banen krydsede Eveldrupvej.